# Автошлях Т 0117
Автошля́х Т 0117 — автомобільний шлях територіального значення в Автономній Республіці Крим. Пролягає територією Бахчисарайського району та Ялтинської міської ради через Бахчисарай — Ялту. Загальна довжина — 69,9 км.

## Маршрут
Автошлях проходить через такі населені пункти:
| Автошлях Т 0117           |           |
| Автономна Республіка Крим |           |
| Бахчисарайський район     |           |
| Бахчисарай                | Н06       |
| Залізничне                |           |
| Сирень                    |           |
| Танкове                   | Т 0105    |
| Мале Садове               |           |
| Куйбишеве                 |           |
| Голубинка                 |           |
| Аромат                    |           |
| Соколине                  |           |
| Ялтинська міська рада     |           |
| Охотниче                  |           |
| Високогірне               |           |
| Виноградне                |           |
| Ялта                      | Н19Т 2709 |